# Quimosina
No confundir con la renina, una hormona renal, ni con las quimiocinas, proteínas inflamatorias.
La quimosina o rennina es una enzima proteasa aspártica encontrada en el cuajo; la cual actúa sobre la proteína caseína presente en la leche. Es producida por las vacas en el abomaso (la cuarta y última cámara del estómago). La quimosina es producida por las células principales en el estómago de bebés y niños[cita requerida] con el fin de cuajar la leche que toman, garantizando así una mayor y mejor absorción. Este proceso de cuajado se fundamenta en la rotura del enlace entre la 105-Phe y la 106-Met de la cadena kappa de la caseína. 
La quimosina bovina se puede producir de forma alternativa mediante ADN recombinante en E. coli, Aspergillus niger var awamori y K. lactis; estas variedades se agrupan bajo el nombre de quimosinas producidas por fermentación (FPC por sus siglas en inglés). En los seres humanos, el gen se encuentra en el cromosoma 1 como pseudogén, es decir, nunca llega a expresarse.[cita requerida]
La quimosina industrial es clasificada por la IUBMB (Unión Internacional de Bioquímica y Biología Molecular) como una proteasa del tipo aspartilendopeptidasa con el número de identificación EC 3.4.23.4.